# Зеленодольськ (Кваркенський район)
Зеленодо́льськ (рос. Зеленодольск) — село у складі Кваркенського району Оренбурзької області, Росія.

## Населення
Населення — 524 особи (2010; 728 у 2002).
Національний склад (станом на 2002 рік):
- росіяни — 74 %